# Tetsuji Iseda
Tetsuji Iseda (jap. 伊勢田 哲治, Iseda Tetsuji; * 1968 in Japan) ist ein japanischer Wissenschaftsphilosoph.
Er studierte Philosophie mit dem Schwerpunkt Ethik an der Universität Kyōto, wo er 1991 den Bachelor- und 1993 den Master-Titel erlangte. Im Jahre 2001 promovierte er bei Frederick Suppe an der Universität Maryland mit einer Arbeit mit dem Titel Socialization of Epistemology: For a Better Relationship between Epistemology and the Sociology of Scientific Knowledge.
Seit 1999 war er zunächst Assistenzprofessor und später assoziierter Professor an der Schule für Informatik und Wissenschaft an der Universität Nagoya in Japan. Seit 2008 ist er Professor an der Graduate School for Letters an der Universität Kyōto.
Seine Forschungsschwerpunkte sind Wissenschaftsphilosophie, Erkenntnistheorie und (angewandte) Ethik sowie Soziologie des wissenschaftlichen Wissens.

## Werke
- Socialization of Epistemology: For a Better Relationship between Epistemology and the Sociology of Scientific Knowledge, Uni Maryland, PhD-Thesis, 2001
- Giji-Kagaku to Kagaku no Tetsugaku (Wissenschaftsphilosophie und Pseudowissenschaft). Nagoya University Press. (Japanese), 2003
- Ninshikiron wo Shakaika Suru (Sozialisation von Erkenntnistheorie). Nagoya University Press. (Japanese), 2004
- Tetsugaku Shiko Training (Training des Philosophischen Denkens). Chikuma Shobo (Japanese), 2005

Herausgegebene Bücher
- Hokoritakai Gijutusha ni Narou (Lasst uns Ingenieure sein mit Stolz), Mitherausgeber Kotaro Kuroda, Kazuhisa Todayama and Tetsuji Iseda, Nagoya University Press. (Japanese), 2004
- Seimeirinrigaku to Korishugi (Bioethik und Utilitarismus), Mitherausgeber Tetsuji Iseda and Noriaki Katagi, Nakanisiya Shuppan (Japanese), 2006